# Rio Kem
O rio Kem, perto de Yeniseysk, durante uma cheia
O rio Kem (em russo:  Кемь) é um rio localizado na Sibéria, no Krai de Krasnoyarsk. É um afluente do rio Ienissei pela margem esquerda. O nome do rio Kem vem da palavra antiga "kem" ou "hem", que tem o significado de "grande rio". Esta toponímia é muito popular e difundida da Sibéria até à Carélia e à Finlândia.
O rio flui através da planície ocidental da Sibéria, através dos distritos de Bolshemurtinsky, Kazachinsky, Pirovsky e Yeniseysky, antes de desaguar no rio Ienissei perto da cidade de Yeniseysk, 2045 quilómetros antes da foz. O rio Kem tem 356 quilómetros de extensão. A bacia do rio Kem abrange uma área total de 8940 km2. Os afluentes mais importantes do rio Kem são o rio Tiya (em russo: Тыя) a 97 quilómetros da foz, e o rio Belaya (em russo: Белая) a 115 quilómetros da foz. Ambos os tributários principais estão no lado esquerdo. A fonte do rio Kem fica situada no distrito de Bolshemurtinsky onde se origina como um pequeno jorro de água na taiga do leste da Sibéria. Devido aos rios tributários, o rio Kem, ao chegar à sua foz, tem uma largura de 45 metros.
O rio flui na sua maior parte durante uma planície, enquanto a vegetação cresce à volta do curso do rio. O fundo do rio é coberto por uma grande quantidade de argila, e a água em si não é límpida. O rio corre através de uma mistura de taiga com coníferas, cedros, piceas, abetos e bétulas, assim como em determinadas áreas onde corre através de uma floresta mista. A Reserva Biológica do Kem está localizada em 16 mil hectares de terra que se estendem ao longo da bacia do rio. Em 1963, um projeto de restauração da população de castores começou neste local, com 20 indivíduos desta espécie a serem lançados naquela região.